# Tsuda Umeko
Tsuda Umeko (津田 梅子?), nacida Tsuda Ume (Edo, 31 de diciembre de 1864 - Kamakura, 16 de agosto de 1929) fue una educadora japonesa, pionera de la educación femenina en la era Meiji.

## Biografía
Umeko fue la segunda hija de Tsuda Sen (1837-1908), un profesor universitario que a lo largo de su vida defendió la modernización de Japón.
En 1871, cuando solo tenía seis años, fue enviada a Estados Unidos como estudiante de intercambio en la misión Iwakura. Estuvo viviendo hasta los 18 años en Washington D. C. con Charles Lanman, secretario de la legación japonesa, y su esposa Adeline. Su formación académica transcurrió en la escuela media de Georgetown y en el Instituto Archer, un centro femenino para las hijas de políticos y burócratas. Se convirtió al cristianismo y llegó a dominar tres idiomas: inglés, latín y francés.
Cuando Tsuda regresó a Japón en 1882, tuvo algunos problemas de adaptación y sintió no encajar con el papel que las mujeres desempeñaban entonces en la sociedad nipona, más conservadora y patriarcal que la estadounidense. Encontró trabajo como tutora de los hijos del primer ministro Itō Hirobumi y en 1885 fue contratada como profesora en la Gakushūin, una escuela para los hijos de la nobleza kazoku. Sin embargo, no estaba conforme con el modelo educativo y en 1888 emigró a Estados Unidos.
Entre 1889 y 1892 estudió Biología y Pedagogía por el Bryn Mawr College de Pensilvania. Después se marchó a Reino Unido para completar sus estudios en el St Hilda's College, el centro femenino de la Universidad de Oxford. Tsuda defendió que las mujeres japonesas debían gozar de las mismas oportunidades que tuvo ella en el extranjero, y logró recaudar 8.000 dólares de la época para crear una beca femenina de estudios internacionales.
Después de volver a Japón, trabajó como profesora en la Gakushūin y en la Escuela Femenina de Tokio. En 1900 fundó el Instituto Femenino de Estudios de Inglés, un centro de educación superior para mujeres sin importar el estatus social. Con la ayuda económica de otras mujeres de la alta sociedad nipona, como la princesa Ōyama Sutematsu y la pedagoga Alice Mabel Bacon, el Instituto obtuvo reconocimiento oficial en 1903 y posteriormente fue renombrado «Universidad Tsuda». Por otra parte, Umeko fue la primera presidenta de la rama japonesa de la Asociación Cristiana de Mujeres Jóvenes, fundada en 1905.
Afectada por un infarto cerebral en sus últimos años de vida, en enero de 1919 dejó la enseñanza para instalarse en Kamakura. Allí falleció el 16 de agosto de 1929, a los 64 años, víctima de una larga enfermedad.

## Legado
Umeko Tsuda está considerada una figura clave para el desarrollo de la educación femenina y de la mujer en la sociedad japonesa durante la era Meiji. Durante toda su vida defendió que las mujeres debían desempeñar un papel más relevante, así como la igualdad de oportunidades en el sistema educativo. La visión de la pedagoga estaba centrada en la educación como vehículo para el desarrollo de la personalidad y la inteligencia individual. A diferencia de otras figuras japonesas, Tsuda no se adscribió a ninguna corriente feminista y de hecho estaba en contra del sufragio femenino, pues consideraba que en aquella época las mujeres aún no estaban preparadas para votar.
A día de hoy, la Universidad Tsuda es una de las instituciones femeninas privadas más prestigiosas de Japón. El centro está dividido en el campus de artes liberales en Kodaira y el campus de política en Sendagaya.
En junio de 2019, el Ministerio de Finanzas japonés eligió a Tsuda como la segunda mujer que aparecerá en los billetes de yen japonés, concretamente el de 5000 yenes, a partir de 2024.